# Jürgen Moser (Mathematiker)

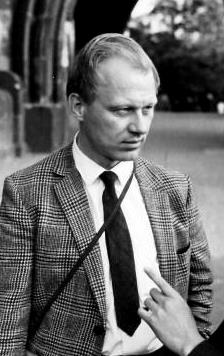
Jürgen Moser in Tokio, 1969

Jürgen Kurt Moser (* 4. Juli 1928 in Königsberg in Ostpreußen; † 17. Dezember 1999 in Zürich) war ein deutsch-amerikanisch-schweizerischer Mathematiker. Sein Forschungsgebiet war die Analysis, wo er hauptsächlich auf dem Gebiet der Differentialgleichungen und der Theorie der dynamischen Systeme arbeitete.

## Leben
Jürgen Mosers Vater Kurt Moser war Neurologe in Königsberg, seine Mutter war die Hausfrau und Pianistin Ilse Strehlke. Er besuchte, wie vor ihm David Hilbert, das Wilhelms-Gymnasium in seiner Heimatstadt und wurde 1943 wie viele andere Schüler zur Flak abgestellt, wobei er dazu eingeteilt war Geschossbahnen zu berechnen. Bei der Belagerung der Stadt wurden die Schüler für die Verteidigung herangezogen und nur drei seiner Klasse überlebten. Sein älterer Bruder Friedel fiel 1945 in Russland. Nach dem Krieg lebte die Familie als Flüchtlinge in Stralsund. Moser gelang es, sich 1947 in Göttingen zu immatrikulieren. Seine Lehrer waren unter anderem Franz Rellich, bei dem er 1952 promovierte, und Carl Ludwig Siegel, dessen Vorlesungen zur Himmelsmechanik er zu einer später unter beider Namen erschienenen Monographie als Siegels Assistent 1954/55 ausarbeitete.
1955 ging er als Assistant Professor an das der New York University angeschlossene Courant-Institut zu Richard Courant, dem aus Deutschland vertriebenen ehemaligen Nachfolger von Felix Klein in Göttingen, nachdem er schon 1953/54 als Fulbright-Stipendiat dort war. Moser war ab 1957 am MIT und danach ab 1960 Professor am Courant-Institut, dessen Direktor er von 1967 bis 1970 war. Im Jahr 1959 wurde er amerikanischer Staatsbürger.
1980 ging er an die ETH Zürich, wo er von 1982 bis 1995 als Direktor des Forschungsinstituts für Mathematik wirkte. 1995 wurde er emeritiert und nahm die schweizerische Staatsbürgerschaft an.
Nach mehrjährigem Leiden starb er 1999 im Universitätsspital Zürich an Prostatakrebs.

## Wirken
Am bekanntesten ist Moser für seine Beiträge zur nach Andrei Kolmogorow, Wladimir Arnold und ihm benannten KAM-Theorie, die ihren Ursprung in der Störungstheorie zum Mehrkörperproblem in der Himmelsmechanik hat. Das Hauptergebnis der Theorie sind Aussagen über die Existenz stabiler Tori im Phasenraum, um die sich bei kleinen Störungen die Körper quasiperiodisch bewegen. Er leistete noch viele weitere wichtige Beiträge speziell zur Theorie partieller Differentialgleichungen (die Nash-Moser-Theorie ist nach ihm und John Nash benannt), zur Theorie integrabler Systeme wie dem Calogero-Moser-Sutherland-Modell, und zur komplexen Analysis mehrerer Variabler, wo er in Zusammenarbeit mit Shiing-Shen Chern die Chern-Moser-Invarianten von reellen Hyperflächen einführte und mit Sidney Webster isolierte komplexe Punkte von reellen Flächen der Kodimension zwei im komplex zwei-dimensionalen Raum {\displaystyle \mathbb {C} ^{2}} studierte. Außerdem sind die Moser-Ungleichung und das Moser-Lemma nach ihm benannt.
Er war von 1983 bis 1986 Präsident der Internationalen Mathematischen Union, erhielt 1968 den ersten George-David-Birkhoff-Preis für angewandte Mathematik, 1984 die Brouwer-Medaille, 1992 die Cantor-Medaille, 1995 den Wolf-Preis. 1961 war er Sloan Research Fellow, 1964 wurde er in die American Academy of Arts and Sciences gewählt. 1971 wurde er Mitglied der National Academy of Sciences der USA. Zuletzt war er aktiv am Aufbau des Max-Planck-Instituts für Mathematik in den Naturwissenschaften in Leipzig beteiligt. Er war John von Neumann Lecturer der SIAM und Gibbs Lecturer der American Mathematical Society. In den Jahren 1962 und 1978 hielt er Sektionsvorträge auf den Internationalen Mathematikerkongressen in Stockholm (New results on the stability of periodic motions) und Helsinki (The holomorphic equivalence of real hypersurfaces), und 1998 hielt er einen Plenarvortrag auf dem Internationalen Mathematikerkongress in Berlin (Dynamical Systems: past and present). Im Jahr 1982 wurde er zum Mitglied der Leopoldina gewählt. Seit 1994 war er auswärtiges Mitglied der Russischen Akademie der Wissenschaften und seit 1995 der Académie des sciences. 1996 wurde er Ehrenmitglied der London Mathematical Society. Der Ukrainischen Akademie der Wissenschaften gehörte er als auswärtiges Mitglied an.
Zu seinen Doktoranden zählen Mark Adler, Charles Conley und Paul Rabinowitz.

## Persönliches
Jürgen Moser war ein passionierter  Klavier- und Cello-Spieler und Hobby-Astronom. Seine Frau Gertrude war die Tochter Richard Courants und eine Enkelin Carl Runges, die er in New York kennenlernte. Sie hatten zwei Töchter, Nina Moser und Lucy Moser-Jauslin. Im Jahre 1988 erlernte er das Hängegleiten bei einem Besuch am Instituto Nacional de Matematica Pura e Aplicada  in Rio de Janeiro. Er wurde seinem Wunsch entsprechend bei Braunwald im Kanton Glarus von einem Hängegleiter luftbestattet.

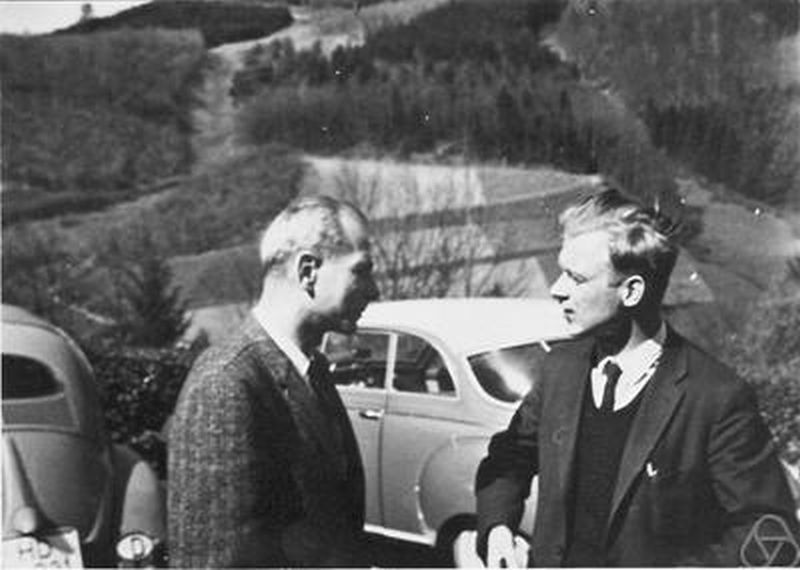
Jürgen Moser mit Fritz John (links) in Oberwolfach 1961

## Ausgewählte Schriften
- mit Carl Ludwig Siegel: Lectures on celestial mechanics, Springer 1971, 1995 (überarbeitete englische Ausgabe der deutschen Ausgabe Vorlesungen über Himmelsmechanik von 1956, damals noch unter Siegels alleinigem Namen), ISBN 3-540-58656-3.
- On invariant area preserving maps of an annulus, Nachr.Akad.Wiss.Göttingen, Math.-Phys. Klasse, 1962, S. 1–20.
- On the theory of quasiperiodic motions, SIAM Review, Band 8, 1966, S. 145–172.
- Stable and random motions in dynamical systems. ISBN 978-0-691-08910-2 Princeton 1973, Neuauflage "PUP Centennial Titles" 2001
- Lectures on Hamiltonian systems, Memoirs American Mathematical Society 81, 1968, S. 1–60.
- Integrable Hamiltonian systems and Spectral theory 1983 (Fermi Vorlesung Pisa)
- Selected chapters in the calculus of variations 2003
- mit Eduard Zehnder Notes on dynamical systems American mathematical society, 2005 (weitere Teile z. B. über die KAM-Theorie waren geplant), ISBN 0-8218-3577-7.
- Hidden symmetries in dynamical systems, American Scientist November 1979
- Is the solar system stable? Mathematical Intelligencer 1978, Mitteilungen DMV 1996
- Störungstheorie des kontinuierlichen Spektrums für gewöhnliche Differentialgleichungen zweiter Ordnung, Dissertation, Mathematische Annalen 1953
- Convergent series expansion for quasiperiodic motion, Mathematische Annalen, Band 169, 1967, S. 136–176.
- Dynamical Systems – Past and Present, ICM Berlin 1998